# Regione di Ahafo
La regione di Ahafo (ufficialmente Ahafo Region, in inglese) è una regione del Ghana, il capoluogo è la città di Goaso.
La regione è stata costituita nel 2019 smembrando la regione di Brong-Ahafo.

## Distretti
La regione è suddivisa in 6 distretti:
| Distretto                            | Capoluogo      | Tipo                 |
| ------------------------------------ | -------------- | -------------------- |
| Distretto municipale di Asunafo Nord | Goaso          | Distretto municipale |
| Distretto di Asunafo Sud             | Kukuom         | Distretto ordinario  |
| Distretto di Asutifi Nord            | Kenyasi        | Distretto ordinario  |
| Distretto di Asutifi Sud             | Hwidiem        | Distretto ordinario  |
| Distretto municipale di Tano Nord    | Duayaw Nkwanta | Distretto municipale |
| Distretto municipale di Tano Sud     | Bechem         | Distretto municipale |